# Franciskus av Assisi

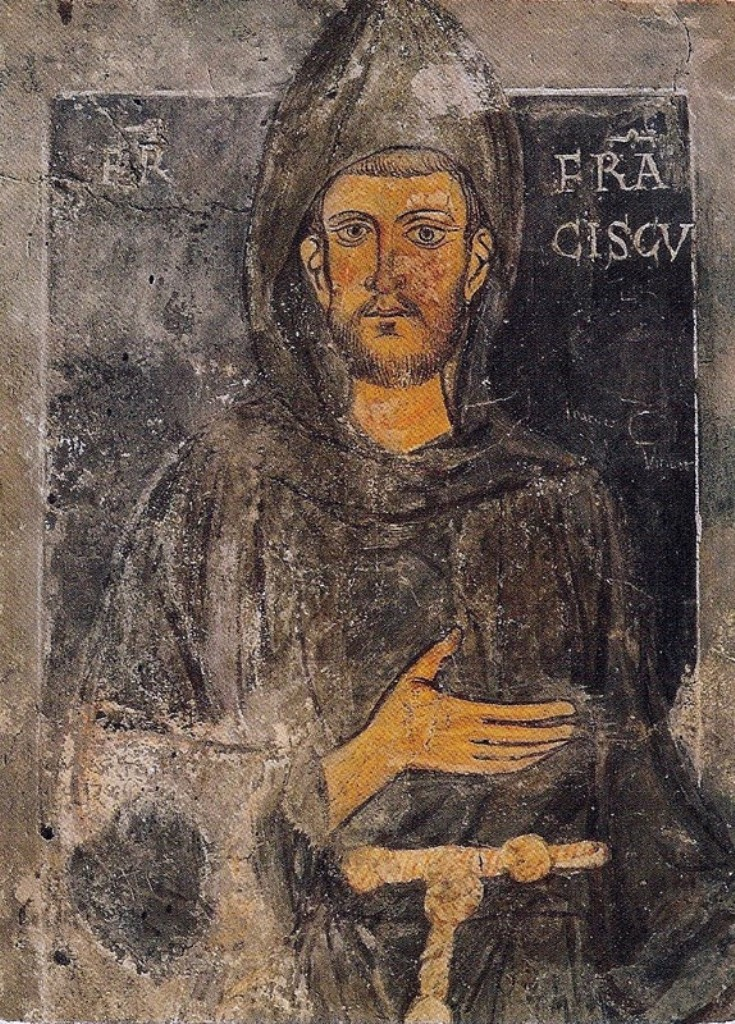
Franciskus av Assisi

Franciskus av Assisi, den helige Franciskus (italienska: San Francesco d'Assisi), född Giovanni di Bernardone 1181 eller 1182 i Assisi i dåvarande Tysk-romerska riket, död 3 oktober 1226 i Assisi i dåvarande Kyrkostaten, var en italiensk katolsk tiggarmunk, vandrarpredikant och botpredikant. Han grundade franciskanorden, och vördas som helgon i katolska kyrkan med firande av helgondag 4 oktober.
Franciskus betraktas som ett av de mest Kristus-lika helgonen hittills genom katolska kyrkans historia.
Påve Franciskus antog sitt påvenamn till helgonets ära.

## Biografi
Källäget till Franciskus liv är förhållandevis gott. Hans första biografier skrevs av Thomas av Celano 1228 och 1247; Thomas hade förstahandsuppgifter eftersom han tillhörde Franciskus innersta krets. Thomas skrev flera biografier över Franciskus samt en samling legender om mirakler som Franciskus sades ha utfört. Från andra närstående personer i franciskanorden finns flera uppgifter i enskilda ämnen i form av bevarade brev. Han behandlas med ett kapitel av Jacobus de Voragine i Legenda Aurea (1260), vilken huvudsakligen förtäljer om mirakler. Bonaventura författade en av de mest auktoritativa biografierna fyrtio år efter Franciskus död. Från de första århundradena efter hans död finns många legendsamlingar, däribland Fioretti di San Francesco från 1300-talet, Legenda trium sociorum 
(1246) samt Speculum perfectionis (i sin nuvarande form tillkommen i början av 1300-talet) som alla stammar från Franciskus favoritlärjunge Leo och personer i hans krets.
Av Franciskus egen hand finns däremot mycket lite bevarat. Hans texter finns samlade i Opuscula Sancti Patris Francisci Assisiensis (1904, svensk översättning 1925).

### Bakgrund och uppväxt
Franciskus var ett av många barn till Pietro Bernardone, en rik tyghandlare, och hans hustru Pica som härstammade från en adelssläkt i Provence. Enligt uppgift från Jacobus de Voragine fick han först namnet Giovanni, men detta ändrades till det för honom unika namnet Franciskus bland annat, berättar Jacobus, för att han mirakulöst började tala franska. Enligt en annan, mer jordnära uppgift, ändrade fadern namnet till Franciskus för att ära Frankrike (France).
Som ung var Franciskus nöjeslysten och något upprorisk samt framför allt intresserad av den populära trubadurdiktningen. Franciskus livsdröm var att bli riddare och därmed vinna jordisk ära. Han deltog därför 1202 i ett militärt slag mot Perugia men tillfångatogs och hölls ett år som krigsfånge. Denna erfarenhet blev, berättar Thomas av Celano, en personlig omvändelse för Franciskus, vilket blev upptakten till att han vände det världsliga livet bakom sig.

### Kallelse i San Damiano

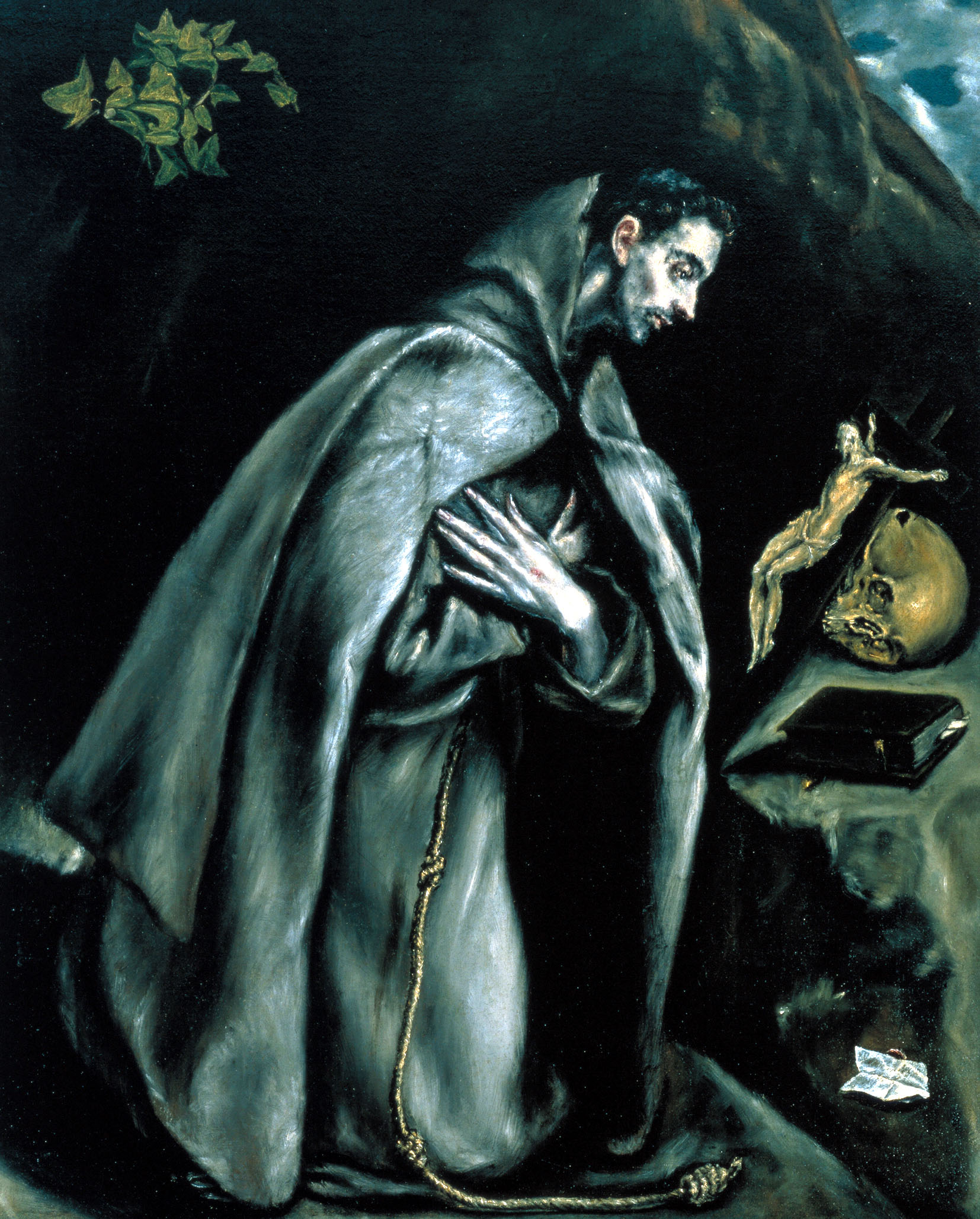
Franciskus ber framför krucifixet, skildrad av El Greco.

En andlig vändpunkt blev en upplevelse i kapellet San Damiano utanför Assisi 1206. Thomas av Celano återberättar att krucifixet vid detta tillfälle uppmanade Franciskus att restaurera Guds hus som var alldeles förstört. Vid samma tillfälle skall han ha tagit starkt intryck av Matteusevangeliet 10:7-10. Påverkad av sin tolkning om evangeliets apostoliska fattigdom, sålde Franciskus en del av sin fars varor för att bekosta renoveringen av samma kapell och för att ge till de fattiga. Detta ledde till att fadern, Pietro, ställde sin son inför rätta, och att relationen dem emellan bröts. Franciskus lämnade tillbaka allt han fått av sin far, avsade sig sitt arv och andra medfödda förmåner, och begav sig hemifrån, iklädd endast en sliten, gråbrun kåpa på vilken han tecknade ett kors med krita. Därefter levde Franciskus bland de spetälskesjuka och ägnade sig åt att reparera kyrkobyggnader, åt tiggeri och åt att ge så mycket han kunde åt de nödlidande; själv levde han i största försakelse.

### De första tiggarmunkarna
Människor började sluta upp bredvid Franciskus, och de kallade sig ”de små bröderna”, frates minores. Den förste som lämnade det världsliga livet för hans skull, var Bernardo da Quintavalle, en förmögen man från Assisi som 1208 bjöd hem honom och sedan sålde allt han ägde och blev munk. De följdes samma år av kaniken Pietro Cattani och en man vid namn Egidio. Bröderna predikade bot för människor och befann sig på resande fot för att kunna nå fram till så många som möjligt. För att hålla samman brödraskapet, möttes de regelbundet, varje år i Portiuncula. Bröderna utmärkte sig genom att de gick barfota och var klädda i grått, varför de kallades ”gråbröder”. Dessa bröder blev de första tiggarmunkarna. Deras liv gick ut på att vårda sjuka, predika fredsevangeliet, och åt att be: bön, fattigdom och kärlek.

### Franciskanerorden
År 1209 nedtecknade Franciskus formellt reglerna till franciskanerorden, Regula bullata, och fick Innocentius III:s godkännande samma år sedan bröderna rest för att besöka denne i Rom. Franciskus mottog där tonsuren av kardinal Colonna. Bröderna tilldrog sig stora skaror åhörare till sina predikningar, och av den anledningen överlät benediktinorden sitt kapell i Portiuncula, dit Franciskus ofta dragit sig tillbaka, till den nya munkorden. Några år efter resan till påven i Rom, träffade Franciskus riddardottern Klara av Assisi som tog starkt intryck av honom och omvändes till hans kristna ideal. Hon bildade den första kvinnliga grenen av franciskanorden, klarissorna. 
Franciskus förordade späkning och fullständig fattigdom, för att imitera Jesu levnad på jorden. Det franciskanska sällskapet av lekmannapredikanter tog avstånd från kyrkans hierarki och förvärldsligande. En legend berättar att Franciskus framförde till kejsar Otto IV, under dennes resa till sin kröning i Rom, en förutsägelse att dennes lycka skulle bli kortvarig, vilket den också blev.

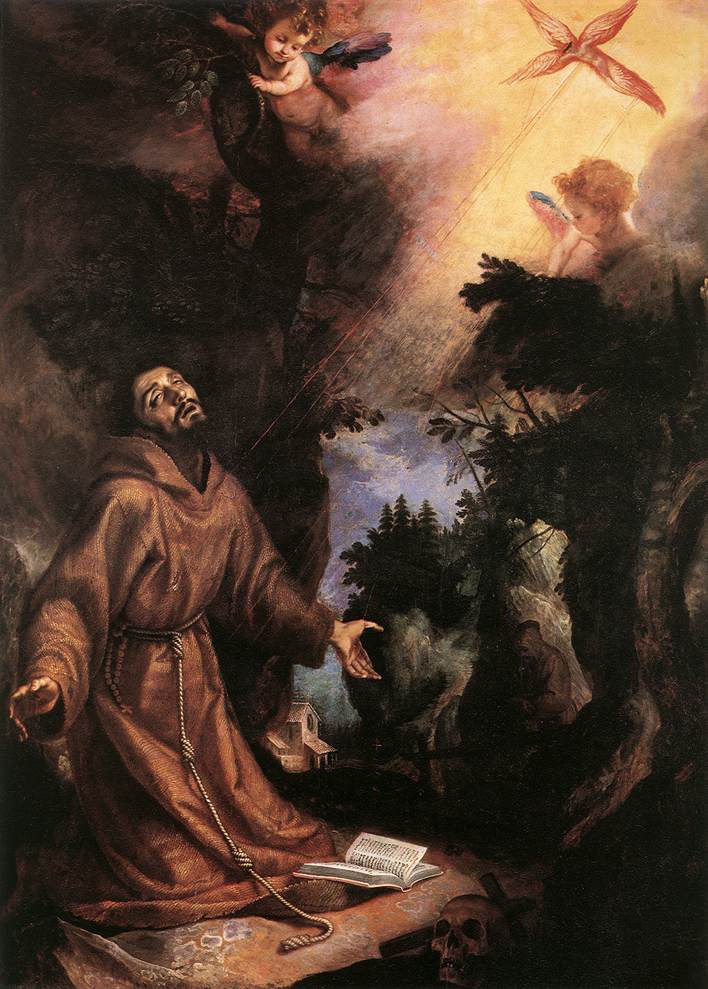
Franciskus vision av serafen och stigmatiseringen, Ludovico Cigoli.

1213 tänkte Franciskus bege sig till saracenerna i Marocko för att se martyrdöden i vitögat, men insjuknade, hamnade i Spanien, och reste sedan, 1219, till Syrien och Egypten istället. I Syrien stred kristna korsriddare mot saracener. Thomas av Celano berättar att Franciskus fördes inför sultanen Melek-el-Kamel. Sultanen rördes av Franciskus hängivelse och predikan, berättar Thomas av Celano. Franciskus fick sultanens tillstånd att upprätta en orden i Heliga landet, och sedan dess har franciskanorden verkat där; möjligen besökte också Franciskus själv landet. Med tiden återkom Franciskus till sina hemtrakter, utan att ha fått sin dröm om att lida martyrdöden uppfylld. Efter vistelsen i Spanien träffade han Thomas av Celano, som slöt upp bredvid honom och sedermera skulle skriva hans första hagiografi.
Franciskus närvarade vid Fjärde Laterankonciliet där han träffade Dominic Guzman. Vid konciliet förbjöds nya ordensregler. Eftersom dominikanorden och franciskanorden redan fått godkännande - franciskanorden endast muntligt - kunde de trots detta beslut fortsätta föra sina ordensliv med kyrkans godkännande.

### Orden sprids
För att vinna fler anhängare sändes ordensbröderna ut i världen. Den 16 januari 1220 led de första franciskanerna martyrdöden, i Marocko. En av dessa protomartyrer var Bernardo da Quintavalle, Franciskus första anhängare. Samma år avsade sig Franciskus av hälsoskäl ledarskapet över orden. Han efterträddes av Elias av Cortona som var politiskt orienterad och mera anpassade orden till kyrkans hierarki, och en reviderad ordensregel antogs som stadfästes av påven Honorius III med bullan Solet Annuere. Vid ungefär samma tid blev kardinal Hugolino beskyddare för franciskanerna. År 1221 inledde Franciskus en berömd predikoresa i trakten runt Bologna, där han kan ha träffat Antonius av Padua; ett brev från Franciskus till denne år 1223 finns bevarat.

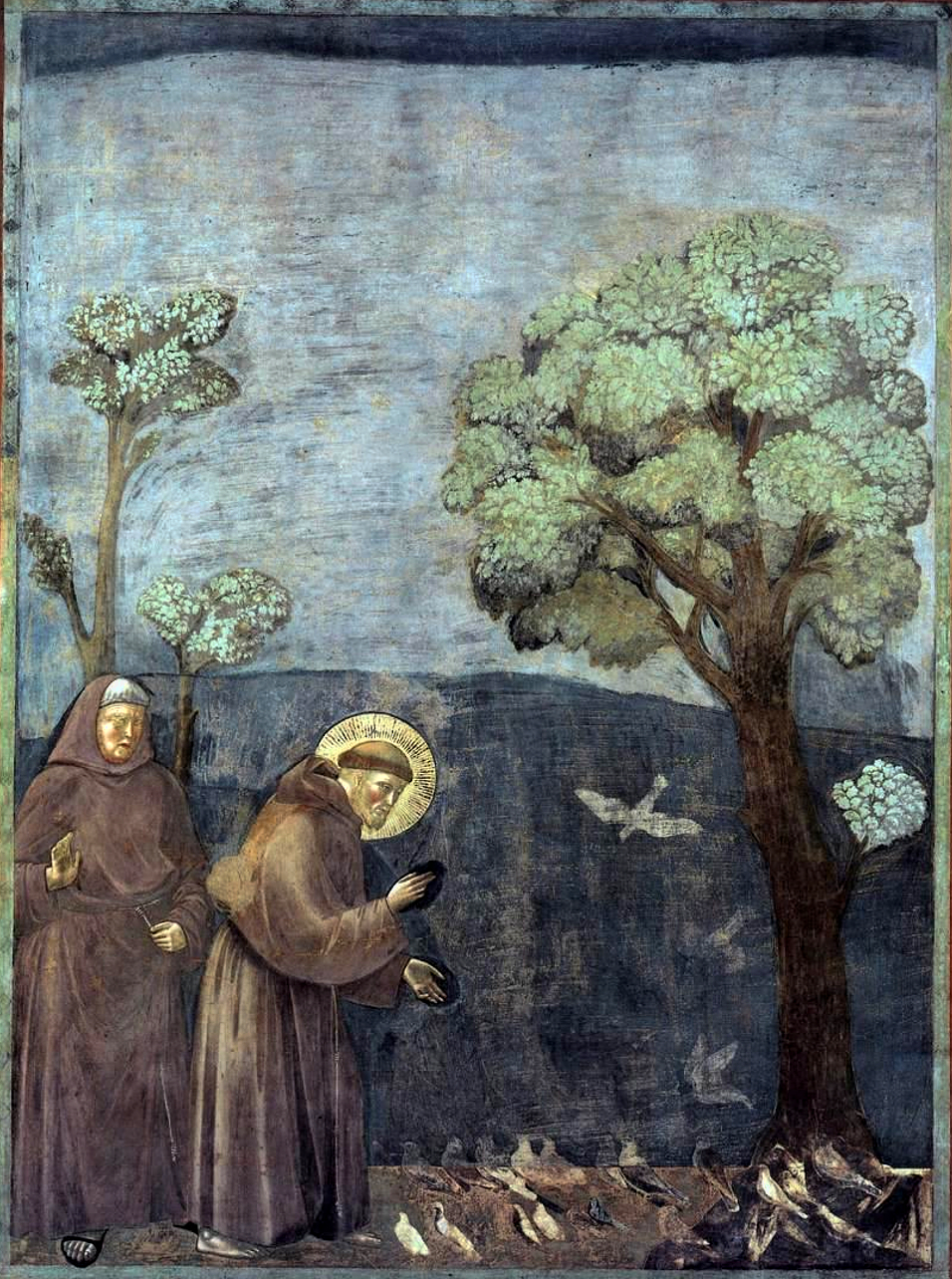
Franciskus predikan för fåglarna, Giotto.

Franciskus natursyn präglades av att han såg den som en plats där Guds kärlek manifesterades. Att han hade samma förhållningssätt till både människor och djur visar en ofta anförd legend ur Franciskus liv är när han utanför Spoleto predikade för fåglar. Fåglarna skall ha låtit honom röra vid dem och bli välsignade. Vid andra tillfällen skall han ha talat till fåglar; de verkade lyssna och tystnade när han bad dem om detta. Det förekommer flera legender om hur andra sorters djur tydde sig till honom. Människor som såg detta började betrakta honom som en helig man och sökte sig till honom för att få vidröra hans kläder. Även föremål han själv vidrört tillskrevs helande krafter. I Fioretti di San Francesco berättas att Franciskus omvände en våldsam varg, som efter Franciskus predikan lade tassen i hans hand och blev hans följeslagare som munk. Vargen avled efter två trogna år.
Inför julfirandet år 1223 lät Franciskus uppföra en scen som skulle påminna om den fattigdom som Jesus fötts till i Betlehem. Detta blev prototypen för julkrubban, som han betraktas som upphovsmannen till.

### Franciskus stigmatisering
Den 14 september 1224, på minnesdagen för det heliga korsets upphöjelse, blev han, enligt många samtida vittnesbörd, stigmatiserad. Detta skedde på ett eremitage på Alvernusberget, och efter att Franciskus först fått en vision om en korsfäst seraf. Medan han oförstående inför uppenbarelsen försökte finna dess mening, skall han enligt legenden ha genomborrats av spikhål på händer och fötter, och i sidan uppkom ett blödande sår som såg ut som om det kommit från ett spjut. Såren blödde ofta varför hans tunika alltid var blodig. De sista åren av sitt liv var han mycket sjuk. Förutom dessa sår led han av svår tuberkulos, blev blind, och hans kropp var allmänt försvagad av de påfrestningar han utsatt den för i fråga om späkning och självförsakelse. 

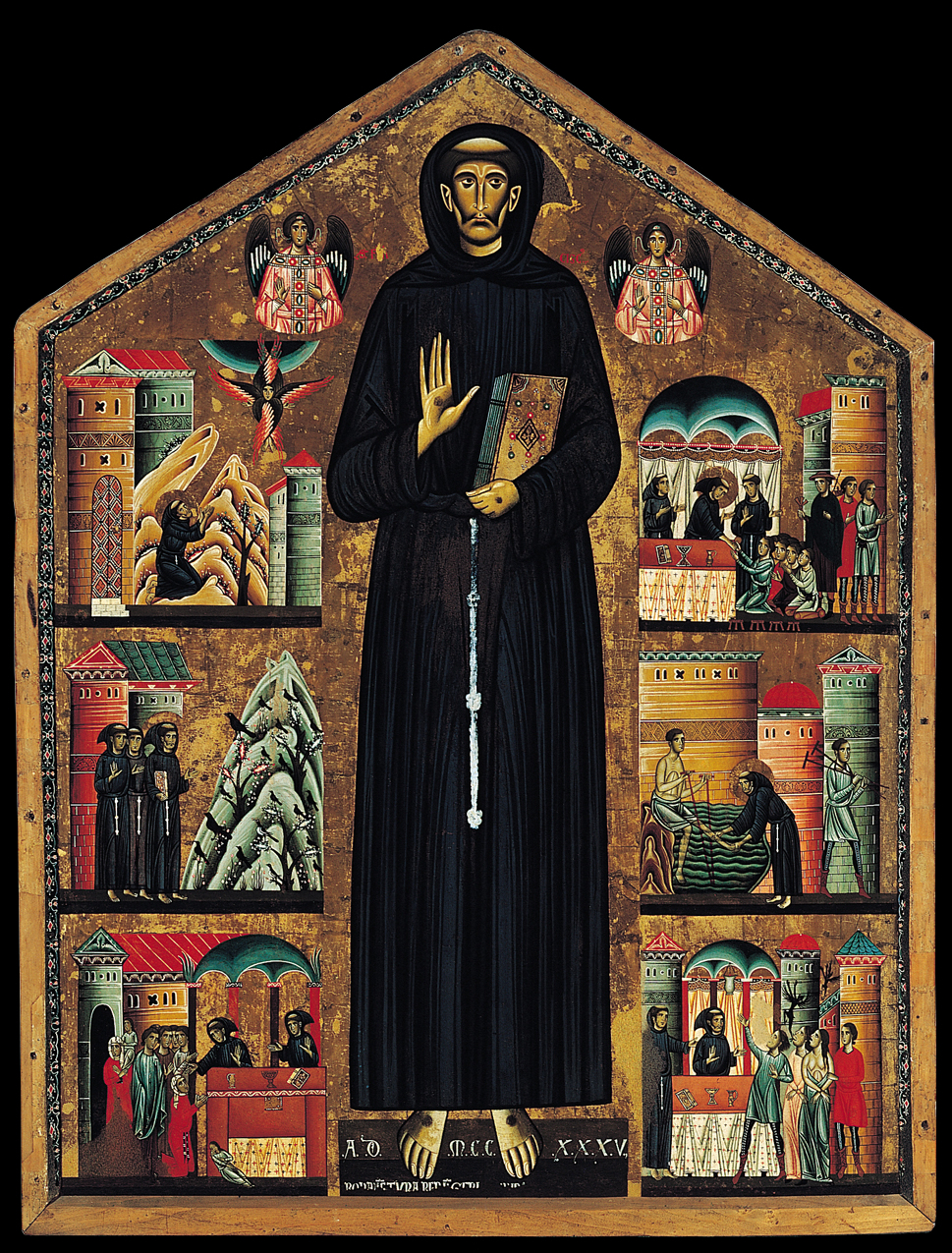
Franciskus med scener ur hans liv, Bonaventura Berlinghieri.

Omkring 1225, året före sin död, skrev den sjuke och blinde Franciskus ”Il Cantico del Sole”, ”Solsången”, som blev den första betydande dikten på italienska. Dikten har även bearbetats till psalmer på svenska. En med namnet Tack, gode Gud, för allt som finns i Den svenska psalmboken 1986 nr 23 och en i Herren Lever 1977 nr 801 med titeln Allt, Herre, lyder dina bud. 
Övriga skrivna alster av Franciskus är bland annat ett testamente, Förmaningar, en parafras av Fader vår och en antifon av Ave Maria, en fredsbön, hans predikan för fåglarna, och en dikt till Klara av Assisi. Franciskus blev den förste att godkännas av påven som motsatte sig prästernas ensamrätt att prisa Gud. Som ett led i detta började franciskanerna skriva lovsånger, så kallade laudi, som blev oerhört populära, och en ny form av icke-kanonisk liturgisk sång för lekmän föddes.

### Död och eftermäle
Franciskus avled vid solnedgången den 3 oktober 1226 efter att ha lyssnat till Johannesevangeliet och psalm 141. Han begravdes dagen därpå i den kyrka han gått katedralskola i, San Giorgio. Året därpå blev franciskanernas beskyddare, kardinal Hugolino, påve, och antog namnet Gregorius IX. Denne gav orden skriftligt godkännande, och helgonförklarade Franciskus med bullan Mira circa nos, daterad den 19 juli 1228 i Assisi. 1230 restes på påvens initiativ en gravkyrka åt Franciskus, Franciskusbasilikan. 
Flera platser är uppkallade till Franciskus ära, däribland San Francisco. Roberto Rossellinis film Franciscus, Guds gycklare (1950) handlar om hans liv, liksom Olivier Messiaens opera Saint François d'Assise (1983).
1939 utsågs Franciskus till skyddshelgon för Italien, och 1980 till ekologins skyddshelgon. Leo XIII skrev i sin encyklika Auspicato Concessum (1882) att Franciskus i ord och gärning förkroppsligade kristen perfektion. Vid åminnelsen av 700-årsjubileet av Franciskus död, kallade påve Pius XI honom ”den serafiske patriarken”, och hävdade att i ingen annan någonsin hade bilden av Jesus och det evangeliska livet lyst igenom mer påfallande och genomgripande än hos Franciskus.
Hans gravplats restaurerades 2011, för första gången sedan han begravdes, och öppnades åter för allmänheten den 9 april 2011.
Asteroiden 15342 Assisi är uppkallad efter honom.